# Peter Canero
Peter Canero (Glasgow, 18 gennaio 1981) è un ex calciatore britannico, di ruolo difensore o centrocampista.

## Biografia
Nato in Scozia, ha origini spagnole.

## Carriera

### Club
Dopo avere militato nel Kilmarnock, nel gennaio 2004 si è trasferito agli inglesi del Leicester City.
Nel luglio 2005, dopo avere disputato solo 13 partite con le foxes, rescinde il proprio contratto con il club. Il suo minutaggio è stato limitato anche a causa degli infortuni patiti durante il suo anno e mezzo di militanza.
Il 5 settembre 2005 è tornato in Scozia accasandosi al Dundee Utd con cui sigla un contratto valido sino al 31 dicembre seguente.
Dopo non avere rinnovato il proprio contratto con gli arancioneri, nonostante l'allenatore Gordon Chisholm volesse la sua permanenza, nel gennaio 2006 viene acquistato dagli statunitensi del N.Y. Red Bulls.
Alla fine dell'esperienza in MLS si ritira dal calcio a soli 26 anni a causa degli infortuni subiti negli anni.

### Nazionale
Dopo avere militato nell'under-21 e nella nazionale B, il 28 aprile 2004 esordisce, alla prima convocazione, con la nazionale maggiore scozzese nell'amichevole persa 1-0 contro la Danimarca.

## Statistiche

### Cronologia presenze e reti in Nazionale
| Cronologia completa delle presenze e delle reti in nazionale ― Scozia | Cronologia completa delle presenze e delle reti in nazionale ― Scozia | Cronologia completa delle presenze e delle reti in nazionale ― Scozia | Cronologia completa delle presenze e delle reti in nazionale ― Scozia | Cronologia completa delle presenze e delle reti in nazionale ― Scozia | Cronologia completa delle presenze e delle reti in nazionale ― Scozia | Cronologia completa delle presenze e delle reti in nazionale ― Scozia | Cronologia completa delle presenze e delle reti in nazionale ― Scozia |
| Data                                                                  | Città                                                                 | In casa                                                               | Risultato                                                             | Ospiti                                                                | Competizione                                                          | Reti                                                                  | Note                                                                  |
| --------------------------------------------------------------------- | --------------------------------------------------------------------- | --------------------------------------------------------------------- | --------------------------------------------------------------------- | --------------------------------------------------------------------- | --------------------------------------------------------------------- | --------------------------------------------------------------------- | --------------------------------------------------------------------- |
| 28-4-2004                                                             | Copenaghen                                                            | Danimarca                                                             | 1 – 0                                                                 | Scozia                                                                | Amichevole                                                            | -                                                                     | 16’                                                                   |
| Totale                                                                |                                                                       | Presenze                                                              | 1                                                                     |                                                                       | Reti                                                                  | 0                                                                     |                                                                       |